# Sommarflickblomfluga
Sommarflickblomfluga (Meligramma guttata) är en tvåvingeart som först beskrevs av Carl Fredrik Fallén 1817.  Sommarflickblomfluga ingår i släktet flickblomflugor, och familjen blomflugor. Arten är reproducerande i Sverige.